# Катериничев, Алексей Викторович
Алексей Викторович Катериничев (30 июня 1974, Рыбинск, Ярославская область, РСФСР, СССР — 30 сентября 2022, Херсон, Украина) — российский военный деятель, сотрудник ФСБ и МЧС России, полковник. Первый заместитель главы военно-гражданской администрации Херсонской области по безопасности (2022), оккупированной во время вторжения России на Украину. Герой Российской Федерации (2022, посмертно). Мастер спорта России по рукопашному бою.

## Биография
Алексей Викторович Катериничев родился 30 июня 1974 года в Рыбинске Ярославской области.
В 1991 году окончил Уссурийское суворовское военное училище. В 1992 году был курсантом Новосибирского высшего военного командного училища, затем поступил в Голицынский военный институт пограничных войск Российской Федерации, который окончил в 1996 году с золотой медалью. В 1996—2001 годах служил в пограничных войсках, был заместителем начальника погранзаставы № 12 по воспитательной работе в посёлке Дюнное Славского района (1996—1999) и начальником погранзаставы № 10 23-го погранотряда в Советске Калининградской области.
В 2004 году с отличием окончил Пограничную академию ФСБ России, после чего перешёл на службу в спецподразделение «Вымпел», где служил на различных должностях. Принял участие в ряде контртеррористических и специальных операций, в частности, при освобождении школы в Беслане. В 2011 году стал заместителем начальника, затем — начальником отдела сопровождения оперативных мероприятий Управления ФСБ по Калининградской области. Служил под началом Е. Н. Зиничева, при содействии Национального антитеррористического комитета занимался организацией деятельности Оперативного штаба Управления.
В 2021 году перешёл на службу в МЧС России и указом президента Российской Федерации В. В. Путина назначен на пост первого заместителя начальника центра по проведению спасательных операций особого риска «Лидер». В том же году сопровождал Зиничева в поездке на водопад Китаба-Орон, где тот погиб, после чего Катериничев был отправлен в запас. Имел звание полковника внутренней службы.
18 августа 2022 года, после начала вторжения России на Украину, был назначен первым заместителем по безопасности главы российской оккупационной военно-гражданской администрации Херсонской области. Ночью 30 сентября Катериничев погиб в Херсоне в результате точечного удара Вооружённых сил Украины из реактивной системы залпового огня HIMARS по зданию, где он проживал, проработав в должности полтора месяца. 1 октября указом Путина удостоен звания «Герой Российской Федерации». 2 октября прощание с Катериничевым прошло в центре «Лидер» в Москве, а 3 октября после отпевания в храме Христа Спасителя в Калининграде он был похоронен на военно-мемориальном кладбище в посёлке Медведевка Гурьевского городского округа.

## Награды
- Высшее звание «Герой Российской Федерации» с удостаиванием медали «Золотая звезда» (1 октября 2022, посмертно) — за мужество и героизм, проявленные при исполнении служебного долга[19]. 2 октября передана вдове Катериничева министром МЧС России А. В. Куренковым на прощании в центре «Лидер»[20].
- Орден Мужества (трижды), медаль «За отличие в охране государственной границы», ряд ведомственных наград[1][4].
- Орден «За заслуги перед Калининградской областью» (2014 год) — за безупречную службу, высокий профессионализм и особый вклад в обеспечение безопасности Калининградской области[21].

Награды ФСБ России:
- Медаль «За отличие в специальных операциях»;
- Медаль «За участие в контртеррористической операции»;
- Медаль «За отличие в военной службе» (ФСБ) I, II и III степеней;
- Нагрудный знак «За службу в военной контрразведке».

## Личная жизнь
Был женат, имел дочь и сына.

## Память

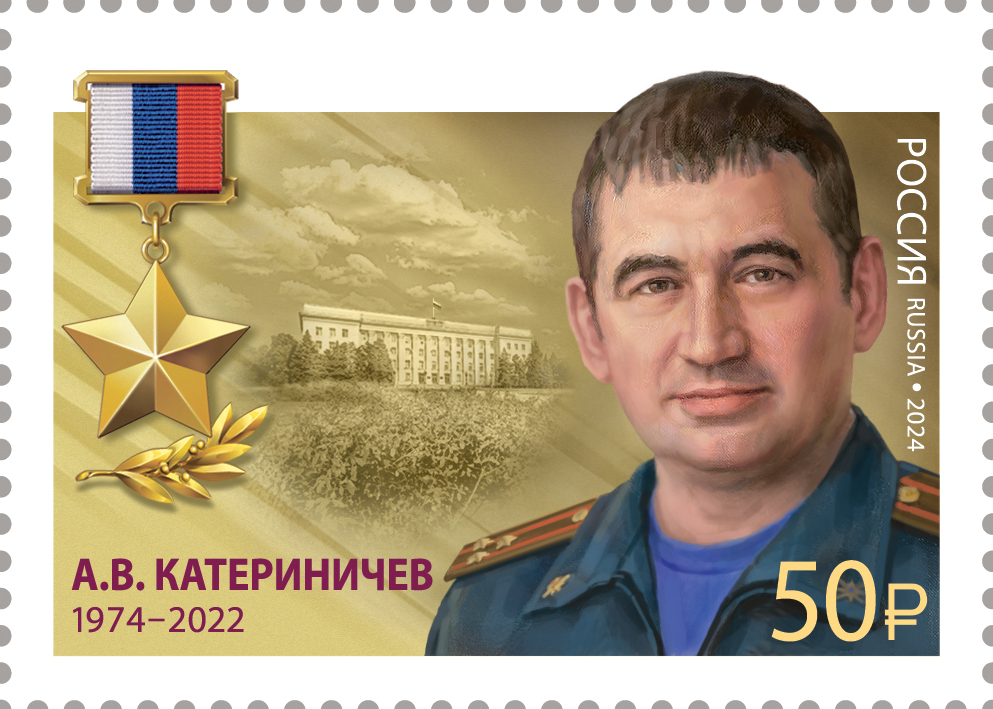
Марка Почты России, 2024 год.

1 декабря 2022 года, в Уссурийске на Аллее Героев Суворовского военного училища установлен бюст Алексею Екатериничеву.
9 декабря 2022 года Гурьевской гимназии присвоили имя Героя России Алексея Катериничева и установили памятную доску в честь героя.
В Рыбинске на проспекте Ленина 159, где ппоживали его родители , установлена мемориальная доска.
В Гурьевске, Рыбинске и Калининграде в честь Катериничева были названы улицы.
В 2024 году Почтой России в серии «Герои Российской Федерации» выпущена марка, на которой изображен А. В. Катериничев.
1 июля 2025 года рыбинской школе №26 присвоено имя Героя России Алексея Викторовича Катериничева. 